# Panambean Marjanji
Panambean Marjanji is een bestuurslaag in het regentschap Simalungun van de provincie Noord-Sumatra, Indonesië. Panambean Marjanji telt 1232 inwoners (volkstelling 2010).